# Мухаммад-шах III Бахмані
Мухаммад-шах III (урду محمود شاہ بہمنی دوئم; нар. 1454/1455 — 26 березня 1482) — султан держави Бахмані у 1463—1482 роках. Мав почесне ім'я Шамс уд-Дін та прізвисько Лашкарі. За його панування султанат досяг найбільшого політичного, економічного та культурного піднесення.

## Життєпис
Другий син султана Хумаюн Салім-шаха і Наргіс-бегум. Народився 1454 або 1455 року. 1463 року після смерті старшого брата Ахмад-шаха III посів трон. З огляду на малий вік останнього фактична влада зосередилася в його матері, що вже мала титул махдума-е-джахан (мати-правителька), та вакіля (першого міністра) Махмуда Гавана. У 1466 році останній за допомогою матері султана знищив свого суперника при дворі Ходжу-і-Джахан Тюрка. 1467 року було здійснено похід проти Малавського султанату, що не мав успіху. За цим було укладено мир з тамтешнім султаном Махмуд-шахом I. 1468 року Мухаммад-шах III оженився, відсторонивши мати від державних справ.
Мухаммед III дозволив Махмуду Гавану здійснювати будь-які походи, які обіцяли державі розширення її володінь і багату військову здобич. До 1469 року Махмуд Гаван підкорив індуські князівства (насамперед Сангамешвара) на узбережжі Камбейської затоки Аравійського моря — землі між Гуджаратом і Гоа. При цьому було знищено бази маратхських піратів Шанкар Рао, які грабували прочан до Мекки й мусульманських торговців. Після цього воїни підкорених князівств і вцілілі на війні бойові слони поповнили армію завойовника.
1470 року було завдано поразки Гаджапатській державі. 1471 року на трон останнього було поставлено союзного правителя Джаджнагара. Натомість бахманідський султанат отримав міста Раджамандрі та Кондавіду. Також було завдано поразки раджі Амбарраї в Телінгані. У 1472 році султан очолив військову кампанію, внаслідок якої захопив Банкапур і Белгаон. За свою звитягу в поході отримав своє прізвисько Лашкарі, тобто «Вояк».
Проте походи у 1474—1476 роках велика посуха спричинила голод в султанаті. 1475 року приєднанано до султанату портове міста Гоа і прибережна область навколо нього, захоплені в Вірупакшараї II, магараджахіраджи Віджаянагару. Завоювання цього міста дало здобич та значні портові збори з Гоа. 1476 року власноруч придушив повстання в Кондавірі. У 1478 року Махмуд Гаван рушив в похід на північний схід від держави Бахманідів. Він розгромив індуську Гаджапатську державу і завоював велику частину узбережжя Бенгальської затоки на північ від річки Годаварі. За це султан прийняв почесне звання Газі. Тоді ж зверхність Бахмані визнав Аділ-хан Фарукі, султан Хандешу. Завдяки цим успіхам Бахманідський султанат став одним з найсильніших держав Декану. 1481 року захоплено було місто Канчі на півдні.
Було проведено адміністративну реформу, за якою султанат поділено на 8 тарафів (провінцій), намісники яких безпосередньо підпорядковувалися султанові. Водночас в найважливіші фортеці призначалися кіладари (військові очільники), які також призначалися султанами. Цими діями було суттєво обмежено вплив місцевих феодалів, поліпшено центральне керування державним майном, військом. При цьому усі податки стали надходити відразу до султанської скарбниці, без втручання місцевої знаті. Ці реформи були переважно ініційовані вакілем, проти якого точилися інтриги. Наслідком їх став наказ Мухаммад-шаха III про страту
Махмуда Гавана у 1481 році.
1482 року султан Бахманідської держави помер від алкогольної коми. Йому спадкував син Махмуд-шах.